# Alexandru Tene
Florin Alexandru Tene est un footballeur roumain né le 10 novembre 1968 à Bucarest débute en Divizia A avec Dinamo Bucarest en 1987 mais joue seulement une rencontre. Il revient au Dinamo en 1991, avec lequel il a  gagné le titre de ligue. Tene a fait son début pour l'équipe nationale en 1992 contre le Mexique, et a été choisi en tant que 3e gardien de but pour l'Euro 1996. La même année il a joué sa dernière rencontre internationale, portant son total de matchs joués à 6.

## Palmarès

### En équipe nationale
- 6 sélections et 0 but avec l'équipe de Roumanie entre 1992 et 1996

### Dinamo Bucarest
- Champion de Roumanie en 1992
- Vainqueur de la Coupe de Roumanie en 2001

### Gloria Bistrița
- Vainqueur de la Coupe de Roumanie en 1994

### Steaua Bucarest
- Vainqueur de la Coupe de Roumanie en 1999
- Vainqueur de la Supercoupe de Roumanie en 1998